# Colossal
Colossal és una pel·lícula de ciència-ficció hispanocanadenca dirigida per Nacho Vigalondo, estrenada l'any 2017. Ha estat doblada i subtitulada al català.

## Argument
La Gloria (Anne Hathaway) decideix abandonar Nova York després d'haver perdut la feina i el seu xicot. En efecte, la Gloria té un profund problema d'alcohol i deixa la seva vida derivar mandrosament. Mirant reportatges a la tele sobre un llangardaix gegant que terroritza i destrueix Seül, descobreix que és ella està connectada de forma estranya amb aquest monstre que deambula per un parc de la seva infantesa a una hora ben precisa. Per impedir altres catàstrofes haurà de posar ordre a la seva vida i comprendre per què ha arribat allà.

## Repartiment
- Anne Hathaway: Gloria
- Jason Sudeikis: Oscar
- Dan Stevens: Tim, l'ex de Gloria
- Austin Stowell: Joel
- Tim Blake Nelson: Garth, l'amic de l'Oscar
- Hannah Cheramy: Gloria, de nena
- Nathan Ellison: Oscar, de nen

## Crítica
- "Una història de ciència-ficció gaudible, però poc desenvolupada (...) No aprofita les possibilitats físiques o temàtiques del seu concepte"[3]
- "No aprofita una premissa entretinguda, que sembla feta per a un tractament satíric i és executada amb una semiserietat estranya que els personatges no són capaços de contrarestar per la seva falta de profunditat o interès"[4]
- "'Colossal' ofereix bastant diversió — i també terror genuí, no sempre relacionat amb els monstres — partint de la seva despreocupada i estranya idea."[5]